# Boninting
Boninting est un village du Cameroun situé dans le département du Djérem et la Région de l'Adamaoua. Il fait partie de la commune de Tibati.

## Population
En 1967, il comptait 154 habitants dont 78 à Boninting Batoure et 76 à Boninting Bobodji, principalement des Baya. Lors du recensement de 2005, 995 personnes y ont été dénombrées.